# Microcrédito

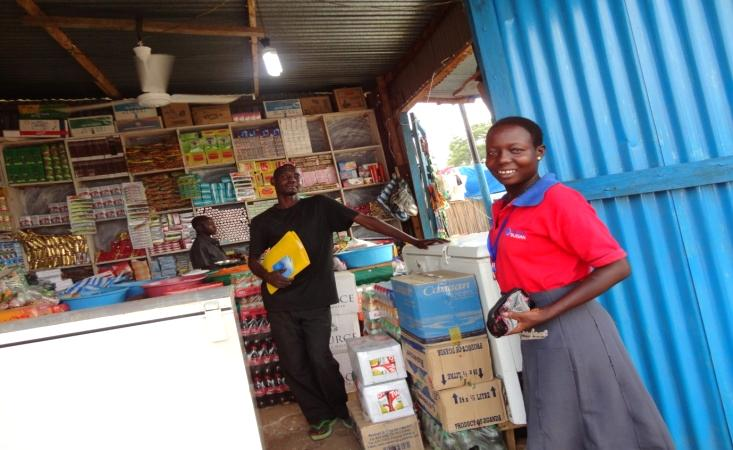
Una empresa en Sudán del Sur que se beneficia de los microcréditos

Este artículo se refiere a préstamos pequeños. Para servicios financieros para personas de bajos recursos, véase Microfinanza. Para pagos pequeños, véase Micropago.
Microcrédito, en economía y finanzas, es la extensión de préstamos muy pequeños a prestatarios pobres que típicamente carecen de un colateral, un empleo fijo o un historial de crédito verificable.
El microcrédito forma parte del concepto más amplio de microfinanzas. Los microcréditos son pequeños préstamos (hasta un máximo de varios cientos de euros) que se conceden principalmente a emprendedores pequeños y / o emprendedores (muy a menudo mujeres) en países en desarrollo, que la mayoría de los bancos tradicionales consideran un riesgo crediticio demasiado grande debido a falta de garantía, un ingreso mensual fijo y efectivo. 
Un microcrédito brinda a estos emprendedores la oportunidad de invertir, por ejemplo, en la compra de una vaca, una máquina de coser o una tienda para mejorar su situación financiera y su futuro. Se trata de ayudarse a uno mismo a desarrollarse (financiar el desarrollo) y no solo dar dinero (financiar el desarrollo). El microcrédito está pensado y ofrecido inicialmente como una iniciativa sin ánimo de lucro, pero a veces también con ánimo de lucro.

## Historia

### Irlanda
El concepto de microcrédito, también llamado crédito popular en versiones anteriores, fue acuñado por el pastor y escritor irlandés del siglo XVIII, Jonathan Swift. [1] Quería luchar contra la pobreza después de una hambruna en su país. Según su teoría, los pequeños préstamos podrían ayudar a muchas personas en problemas. En 1721 fundó el Irish Loan Funden. Con 500 libras, capital en ese momento, pagó los primeros préstamos, que oscilaron entre cinco y diez libras. Este dinero tuvo que reembolsarse a plazos; dos a cuatro chelines semanales, sin intereses. El fondo creció rápidamente y pronto surgieron más de estos fondos. En poco tiempo se contrajeron más de 500.000 préstamos con los distintos fondos. Después de la hambruna, Irlanda se recuperó lentamente y con eso el número de préstamos con los fondos también disminuyó lentamente. A veces, los fondos revivieron durante un tiempo, pero a mediados del siglo XX todos los fondos habían desaparecido.

### Indias Orientales Holandesas
Incluso antes del final de los fondos de préstamos irlandeses, se creó el Priyayi Bank en las Indias Orientales Holandesas, fundado por Raden Wiriamaadya.. Quería sacar a sus amigos de la deuda. Había descubierto durante una fiesta que el organizador tenía que pedir un préstamo enorme a un chino para poder organizarla. Estaba muy triste por esto y decidió contribuir él mismo con dinero a tales fiestas y propuso un fondo de préstamos. Su idea fue posteriormente puesta en práctica por un tal Sieburgh. Un año más tarde, un colega, De Wolff van Westerrode, fue nombrado director del banco, que ahora se llamaba Poerwokertosche Spaar- en Landbouwcredietbank. El concepto resultó perfecto y se crearon miles de bancos de aldea en las Indias Orientales Holandesas. En 1912, como parte de la política de ética, el se estableció el sistema de crédito tradicional holandesa de las Indias Orientalesestablecido con un invernadero central paraguas. Este tenía que controlar todos los bancos locales y esto incluía los 75 bancos de crédito populares, 1336 bancos comunales y 12,424 bancos lumbung padi . [¿fuente?] Fuera de las Indias Orientales Holandesas, la gente también estaba interesada en los bancos comunales que proporcionaban microcréditos; en muchos países en desarrollo se crearon bancos de aldea, que a veces no eran más que un grupo de mesas cubiertas con un grupo de personas detrás de ellas.

### Muhammad Yunus, fundador de Grameen Bank
Los micropréstamos solo se hicieron populares con la fundación del Grameen Bank of Bengali Muhammad Yunus en 1976. Yunus quería mejorar la situación de los pobres en su país. Con esa idea fundó el Grameen Bank, el 'banco de los pobres'. Lo innovador fue que los pobres, que no podían ofrecer garantías con los bancos habituales y, por lo tanto, no podían obtener un préstamo para salir de su pobreza, podían obtener un pequeño préstamo de este banco. Contra todo pronóstico, estos préstamos fueron reembolsados con ayuda mutua y control social dentro de los grupos de mujeres. Fue un gran éxito y hoy Grameen Bank es una de las instituciones de microfinanzas más grandes del mundo. Las Naciones Unidas declaró 2005 Año Internacional del Microcrédito y la Academia Sueca anunció el 13 de octubre de 2006 que el Premio Nobel de la Paz 2006 fue otorgado a Yunus y Grameen Bank.

### Método de trabajo en países en desarrollo
En los países en desarrollo, los microcréditos a veces se otorgan a individuos y, a menudo, a individuos que están organizados en grupos solidarios de 5 a 20 personas, en su mayoría mujeres. En estos grupos, los miembros del grupo se garantizan mutuamente. Esto tiene dos ventajas. Más importante aún, esta es una forma de mantener la cantidad de minutos de trabajo por cliente nuevo manejable para el personal del banco. Los miembros del grupo se buscan unos a otros porque se conocen y confían unos en otros. Como resultado, evaluar la solvencia le lleva menos tiempo al empleado del banco. Un segundo factor es el control socialy presionar a cada individuo para que reembolse el préstamo, porque en caso de impago, los otros miembros del grupo estarán en desventaja. Esta presión social no es tan mala en la práctica, porque los miembros del grupo han seleccionado deliberadamente a miembros confiables del grupo de antemano.
La organización crediticia a menudo prefiere otorgar crédito a las mujeres. Esta distinción basada en el género está legitimada por las estadísticas de que las mujeres en los países en desarrollo pagan de manera más confiable. [2] Esto también promovería la emancipación de la mujer .

### Actores occidentales
En los Países Bajos, existe aproximadamente una dicotomía entre, por un lado, los partidos que aún no apoyan a las instituciones de microfinanzas (IMF) en su proceso de profesionalización (especialmente Cordaid y Oxfam Novib) y, por otro lado, una serie de socios Fondos de inversión éticos que utilizan los fondos confiados para otorgar préstamos a IMF (casi) rentables en países en desarrollo. El proveedor privado más antiguo y más grande de microcréditos a través de estas IMF es Oikocredit International, que ofrece Oikocredit Netherlands Fund (ONF) en los Países Bajos. El ASN Bank , el Triodos Banky el SNS Bank (SNS Institutional Microfinance Fund) también se inició hace unos años. De esta forma, sus clientes pueden invertir en microcréditos para personas pobres pero emprendedoras desde el punto de vista social.
En el marco de los Objetivos de Desarrollo del Milenio , se han creado organizaciones en varios países que se dedican a la concesión de microcréditos en países en desarrollo. Invertir en instituciones de microfinanzas parece atractivo porque es tanto financieramente atractivo como humanitario, el llamado "doble resultado final". Esto ya ha sido compensado por tanta gente que existe el riesgo de crear un excedente de capital social. 

### Costo-beneficio
Las instituciones de microfinanzas generalmente tienen el objetivo de no tener pérdidas, porque se esfuerzan por lograr la sostenibilidad a largo plazo. Las tasas de interés de estos microcréditos son mucho más altas que en Occidente, aproximadamente entre el 15% y el 50%. Esto se debe principalmente a los costos. Proporcionar un préstamo de 30-300 EUR en África requiere mucho más tiempo por EUR que otorgar un préstamo mucho mayor en Europa. Los pagos periódicos (a menudo semanales) se organizan de manera eficiente, pero también cuestan tiempo de trabajo. Sin embargo, los clientes locales piensan que las tasas de interés no son tan malas, porque se compara con la alternativa, los usureros locales que a menudo cobran entre un 10 y un 50% por día.
Aproximadamente el 98% de los microcréditos se reembolsan. Esto es mejor que los préstamos de los bancos tradicionales de los países occidentales y en desarrollo. Hay varias teorías sobre por qué esto es así. El compromiso de las mujeres por mejorar su posición y la de sus hijos, la autoestima y el orgullo personal por lograr el resultado, la ambición de poder sacar un préstamo mayor tras este préstamo, la estructura de los grupos solidarios.
En situaciones humanitarias excepcionales, las microfinanzas no tienen que ser rentables, por ejemplo, cuando acompañan a ex niños soldados a actividades económicas no violentas.

### Microcrédito en Holanda
Desde 2006, las microfinanzas han sido un medio para ayudar a los emprendedores y emprendedores de pequeñas y medianas empresas en los Países Bajos (y algunos otros países occidentales) a obtener crédito.
Durante años, SM la Reina Máxima ha estado comprometida con las microfinanzas en los países en desarrollo en nombre de las Naciones Unidas, pero desde 2007, Máxima ha sido miembro del Microfinance Council, que apoya iniciativas para dar también el impulso necesario a los emprendedores principiantes en los Países Bajos. : "El microcrédito también está en el mapa aquí". [3]
El microcrédito en los Países Bajos se basa en los mismos principios que en los países en desarrollo, pero adaptado a la situación occidental. La combinación de orientación y financiamiento es crucial, al igual que la atención especial a un grupo objetivo que tiene poco o ningún acceso al financiamiento regular de los bancos. Por tanto, el microcrédito forma parte de las microfinanzas, que representan la combinación de financiación y orientación.
El microcrédito está disponible para empresarios principiantes y existentes que tienen dificultades o no tienen acceso al financiamiento de los bancos. Qredits es una fundación independiente y el mayor proveedor de microfinanzas a nivel nacional. Ofrecen créditos hasta 250.000 € y orientación. Desde el comienzo de las microfinanzas en los Países Bajos, parece que existe una gran necesidad de orientación y microcrédito. Esto es evidente en un informe de McKinsey . [4] “La necesidad de microfinanzas en Holanda es grande. Europa también está mirando con interés cómo se puede ayudar en el camino a las empresas emergentes de los Países Bajos. El informe proporciona información sobre el futuro de las microfinanzas. En esto es crucial la combinación de coaching y crédito ", según el entonces secretario de Estado Heemskerk.

### Microcrédito en Bélgica
En Bélgica hay tres organizaciones que ofrecen microcréditos muy específicos para particulares y emprendedores en su propio país: Crédal, MicroStart e Impulskrediet. Estas organizaciones ofrecen microcréditos a personas o emprendedores que tienen dificultades para acceder a la financiación bancaria. Crédal solo trabaja en la Bélgica francófona; Ofrece microcréditos tanto personales como profesionales. MicroStart opera tanto en Valonia como en Flandes; solo ofrece créditos profesionales. El crédito de impulso es para empresarios flamencos.
El crédito de impulso proporciona microcréditos de hasta 25.000 euros para emprendedores que tienen dificultades para obtener crédito del banco. Porque son demasiado jóvenes o demasiado viejos, se han declarado en quiebra alguna vez, carecen de experiencia, no tienen la propiedad suficiente o no pueden ofrecer garantías. El crédito por impulso también ofrece orientación además de los microcréditos. Los prestatarios pueden recibir orientación gratuita hasta por 2 años. El crédito de impulso es el microcrédito de Hefboom, un grupo cooperativo que existe desde hace 30 años y que apuesta por el emprendimiento social y sostenible. Hefboom hace esto ofreciendo financiación, pero también asesoramiento de gestión y servicios dentro del sector social y sin ánimo de lucro.

### Microcrédito en España
Fiare Banca Ética, Microfides y Oikocredit impulsan la captación de fondos para ofrecer microcréditos tanto en España como en los países del Sur.

## Objetivos de los microcréditos
El objetivo inicial es apoyar a iniciativas comerciales de personas o grupos de personas con poca capacidad económica -emprendedores pobres- y así reducir la pobreza en que estos se encuentran. También se pretende, en muchos casos, empoderar a las mujeres y estimular comunidades enteras por su extensión ya que en muchas comunidades, las mujeres carecen de un historial laboral estable que los prestamistas tradicionales tienden a requerir. Muchas son analfabetas, y por tanto incapaces de completar el papeleo necesario para conseguir préstamos convencionales. Para 2009 un estimado de 74 millones de hombres y mujeres poseían microcréditos que totalizaban 38 mil millones de dólares. El banco Grameen informó que las tasas de éxito del repago van entre 95 y 98 por ciento.

## Microcréditos y microfinanzas
El microcrédito forma parte de las microfinanzas, la cual ofrece una gama más amplia de servicios financieros, especialmente cuentas de ahorros para los pobres. Generalmente se considera que el microcrédito moderno se originó con el banco Grameen fundado en Bangladés en 1983, si bien existen pruebas documentales de que ya se practicaba mucho antes, por ejemplo en la Andalucía del siglo XV.
Muchos bancos tradicionales han introducido en las últimas décadas el microcrédito a pesar de sus recelos iniciales. Las Naciones Unidas declararon 2005 el Año Internacional del Microcrédito. Para 2012, el microcrédito es ampliamente utilizado en países en vías de desarrollo y se presenta como una «herramienta con enorme potencial para la reducción de la pobreza».

## Críticas y cuestionamiento de los microcréditos
Sin embargo, algunos críticos argumentan que el microcrédito no ha tenido un impacto positivo en la equidad de géneros, no alivia la pobreza y ha llevado a muchos prestatarios a caer en trampas de deuda y que constituyen una "privatización de la asistencia social". La primera evaluación aleatoria del microcrédito, conducida por Esther Duflo y otros mostraron resultados mixtos: no había ningún efecto sobre el gasto de los hogares, la equidad de género, la educación o la salud, pero el número de empresas nuevas aumentó en un tercio en comparación con un grupo de control. El profesor Dean Karlan de Yale dice que mientras los microcréditos generan beneficios no son la panacea que han dado a entender. También aboga por dar acceso de cuentas de ahorro a los pobres.
Carlos Gómez Gil afirma que los microcréditos representan uno de los mayores fracasos en las políticas de cooperación al desarrollo, siendo utilizados en no pocas ocasiones de forma fraudulenta para impulsar políticas e intervenciones neoliberales contrarias a los supuestos beneficios hacia sus destinatarios que con frecuencia se publicitan. Este autor considera que las microfinanzas están siendo cuestionadas en todo el mundo entre otras razones por sus altos intereses (del 100, 200 y 300%).
Una revisión sistemática de 11 meta-estudios realizados alrededor del mundo, concluyó que los impactos de las intervenciones de inclusión financiera son menores y variables, aunque es más probable que sean positivos que negativos. Este débil impacto advierte acerca de las expectativas exageradas y poco realistas de la inclusión financiera, tal como sucedió con el microcrédito. Igualmente, es importante resaltar que existen brechas de evidencia considerables, en particular una falta de estudios que hayan durado lo suficiente como para medir impactos de mayor nivel y que requieran tiempo para materializarse.